# Искушение святого Антония (триптих Босха)
«Искушение святого Антония» — триптих Иеронима Босха, одно из его важнейших произведений. Сюжет триптиха — сверхъестественные искушения, которым подвергся святой Антоний во время пребывания в египетской пустыне — широко распространён в западноевропейском средневековом искусстве и литературе.
В 1523 году триптих, по одной из версий, был приобретён португальским гуманистом Дамьяо де Гоишем, и в настоящее время находится в постоянной экспозиции Национального музея старинного искусства (Museu Nacional de Arte Antiga) в Лиссабоне. Существует около 20 копий триптиха — полных и (чаще) фрагментарных, из которых, пожалуй, самая точная и полная (датируемая 1520-30 гг.) находится в брюссельском Музее старинного искусства.

## Общая характеристика
Лиссабонский триптих суммирует основные мотивы творчества Босха. К изображению рода людского, погрязшего в грехах и глупости, и бесконечного разнообразия адских мук, ожидающих его, присоединяются здесь Страсти Христовы и сцены искушения святого, которому неколебимая твёрдость веры позволяет противостоять натиску врагов — Мира, Плоти, Дьявола. В ту эпоху, когда существование Ада и Сатаны всё ещё воспринималось непреложной реальностью, когда пришествие Антихриста ожидалось с неизменным религиозным напряжением, бестрепетная стойкость святого, глядящего на нас из своей молельни, заполонённой силами зла, должна была ободрять людей и вселять в них надежду.

## Центральная часть («Искушение святого Антония»)
Пространство картины буквально кишит фантастическими неправдоподобными персонажами. Белая птица превращена в настоящий крылатый корабль, бороздящий небо.
Центральная сцена — совершение чёрной мессы — одно из самых красноречивых свидетельств противоречивого мятущегося духа мастера. Здесь изысканно одетые священники-женщины справляют кощунственную службу, их окружает разношёрстная толпа: вслед за калекой к нечестивому причастию спешит игрок на мандолине в чёрном плаще с кабаньим рылом и совой на голове (сова здесь — символ ереси; по другим сведениям сова — представитель светлых сил, выполняющий функцию Божьего ока, чтобы на страшном суде свидетельствовать против алхимиков).
Из огромного красного плода (указание на фазу алхимического процесса) появляется группа чудовищ во главе с бесом, играющим на арфе — явная пародия на ангельский концерт. Бородатый человек в цилиндре, изображённый на заднем плане, считается чернокнижником, который возглавляет толпу бесов и управляет их действиями. А бес-музыкант оседлал странное подозрительное существо, напоминающее огромную ощипанную птицу, обутую в деревянные башмаки.
Нижняя часть композиции занята странными судами. Под звуки пения беса плывёт безголовая утка, другой бес выглядывает из окошечка на месте шеи утки.

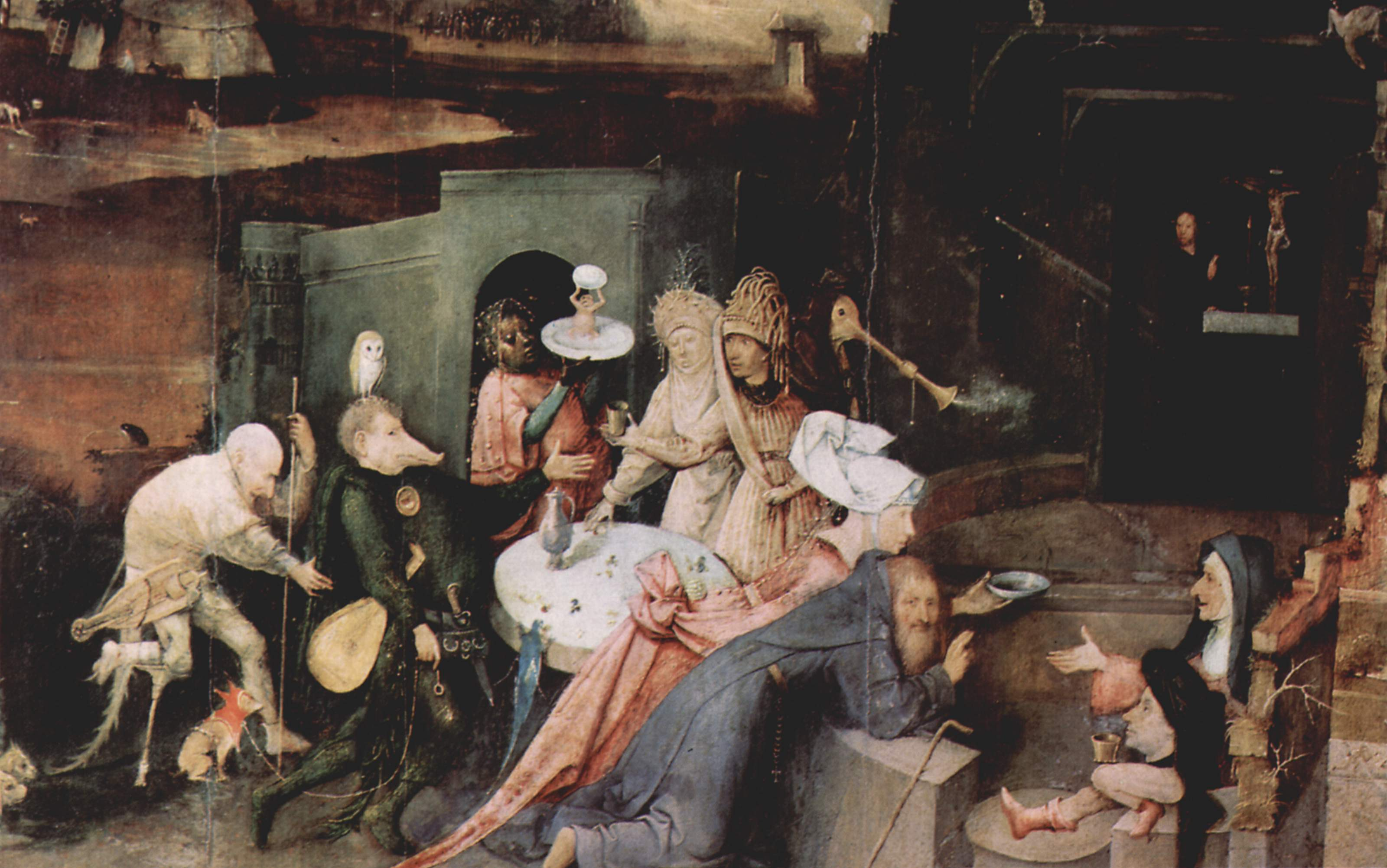
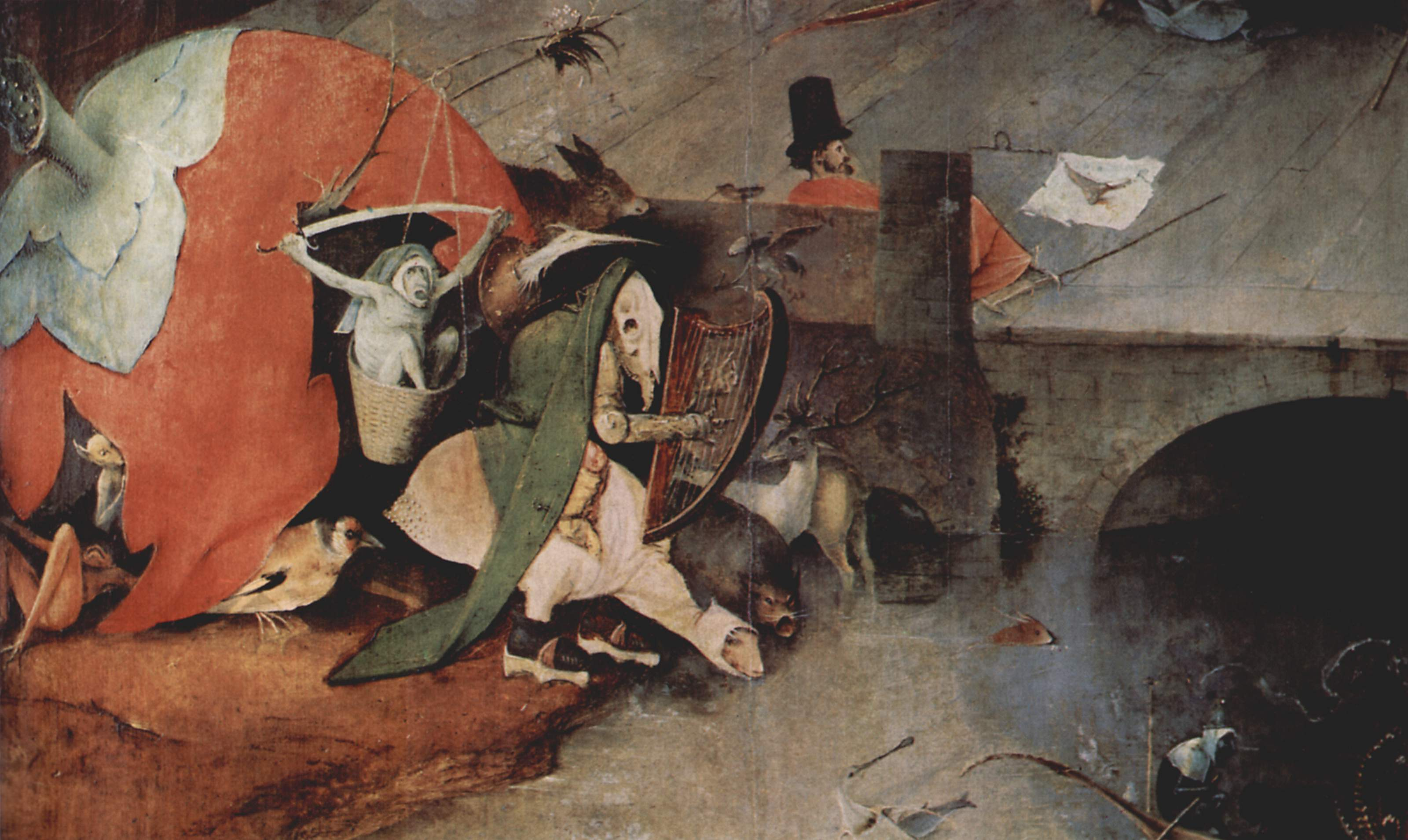
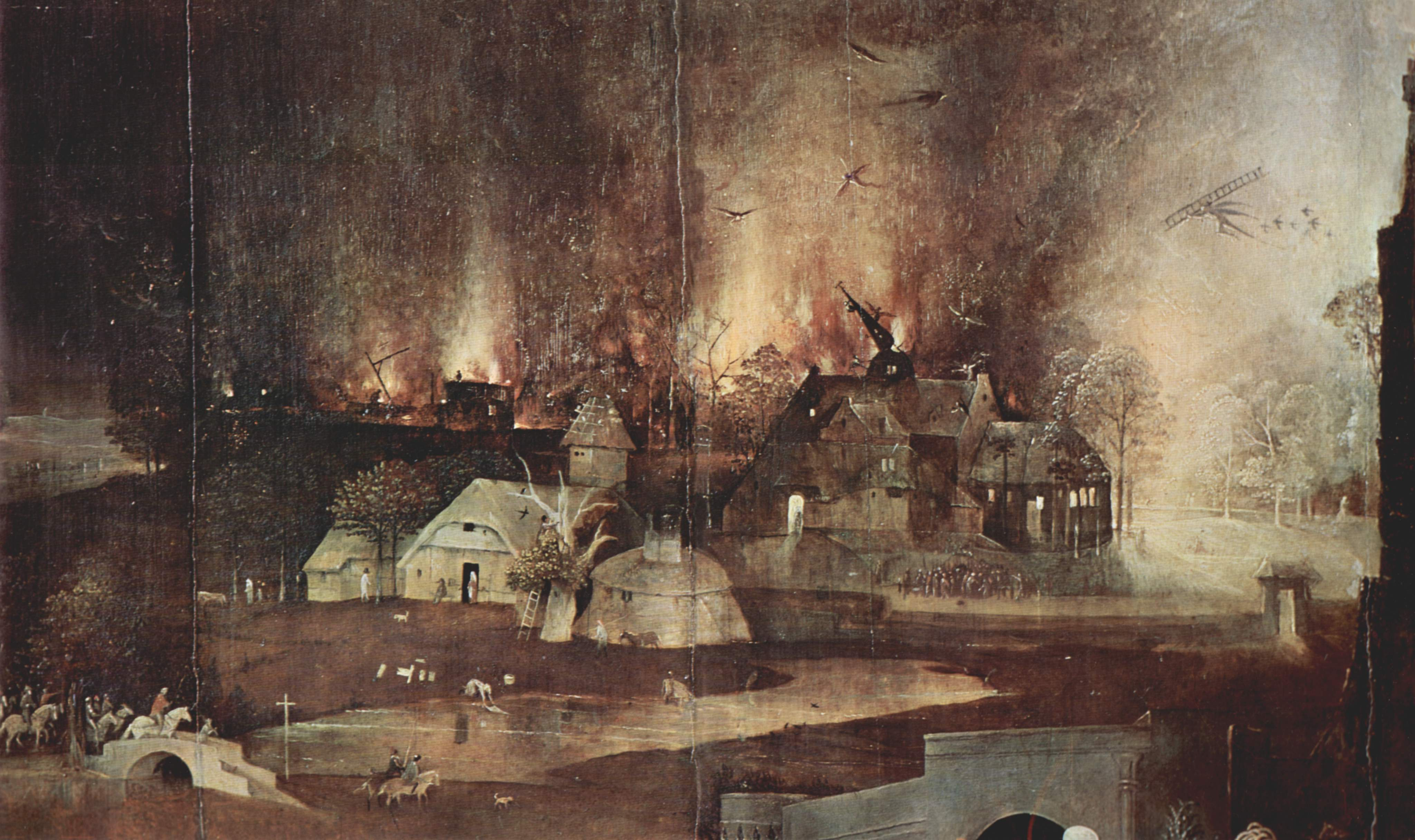

## Левая створка («Полёт и падение святого Антония»)
К этой теме художник не раз возвращался в своём творчестве. Святой Антоний — поучительный пример того, как нужно противиться земным искушениям, быть всё время настороже, не принимать за истину всё, что кажется, и знать, что обольщение может привести к Божьему проклятию. Когда Антоний творит молитву, на него нападают бесы, избивают его, поднимают высоко в воздух и бросают на землю.
Главное действующее лицо в левой створке триптиха — сам святой, которого братья-монахи ордена святого Антония (антониты) поднимают после падения с неба. В качестве четвёртого человека в этой группе Босх по некоторым предположениям изобразил самого себя. Сюжет трактован в соответствии с текстом «Жития святого Антония» Афанасия Александрийского и с «Золотой легендой».
В верхней части створки Святой Антоний изображён с молитвенно сложенными руками, знаком неколебимости его веры. Его увлекают на небо тучи крылатых бесов, среди которых — летучая жаба, лиса с хлыстом. Святой не обращает внимания на своих мучителей и не видит, что ему угрожает также водяной, вооружённый рыбой — символом греха.
В пейзаже средней части створки фантастическое соединено с реальным — склон холма оказывается спиной стоящего на четвереньках персонажа, а трава — его плащом. Его зад возвышается над входом в пещеру, которую одни исследователи считают пристанищем святого, а другие — публичным домом.
К двусмысленной пещере направляется группа бесов, явно представляющая собой пародию на религиозное шествие. Во главе её бес в митре и мантии священника, рядом с ним — олень в красном плаще. Традиционно олень является в христианстве символом верности души, здесь же его изображение — намеренное кощунство.
В нижней части под мостом через покрытый льдом ручей бесовская шайка слушает монаха, читающего неразборчивое письмо. К этой группе приближается птица на коньках, несущая в клюве послание с надписью «жирно» — насмешка над священниками, наживающимися на торговле индульгенциями.

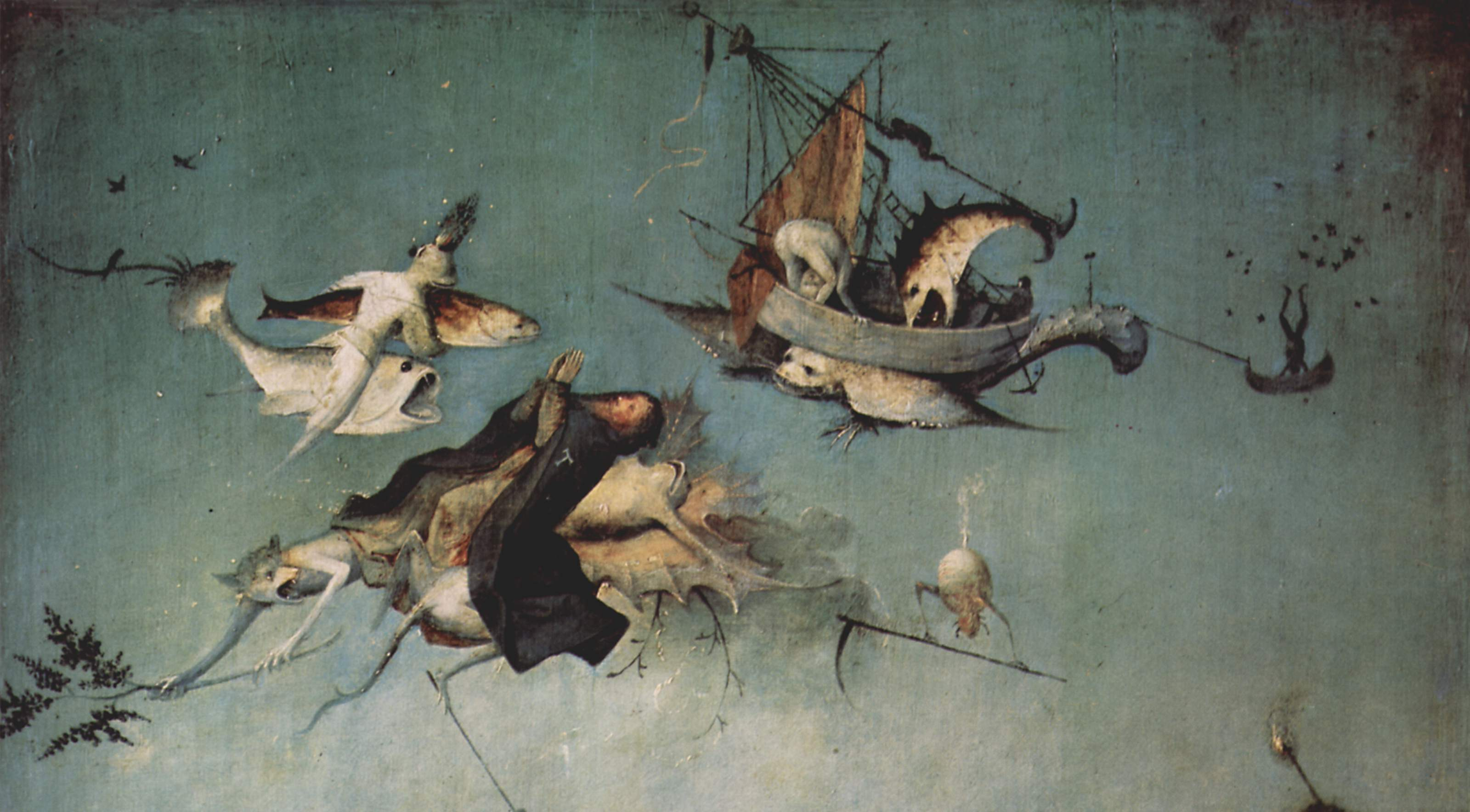
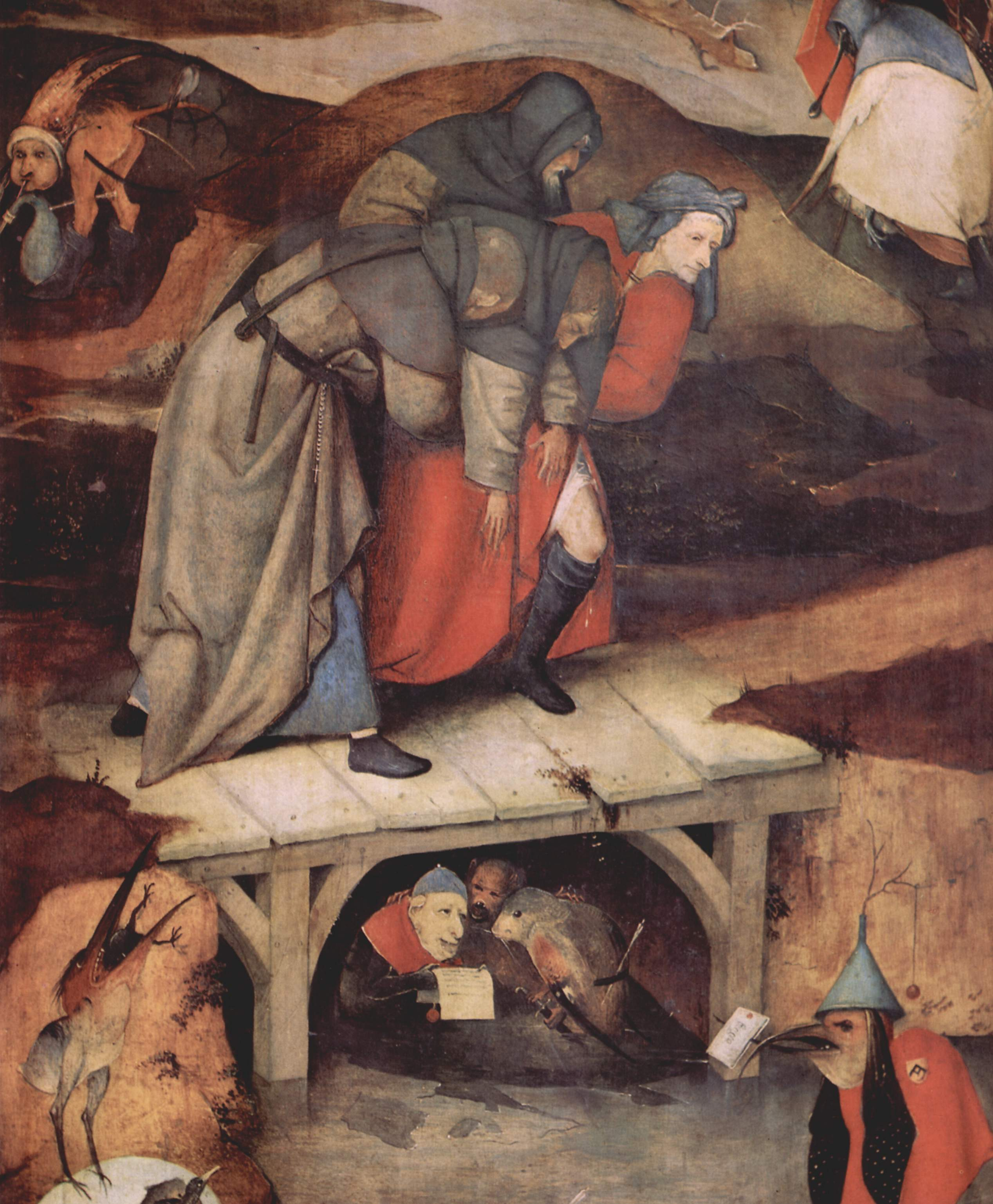

## Правая створка («Видения святого Антония»)
Когда Св. Антоний жил отшельником в пустыне, его преследовала самая обольстительная из всех искусительниц. В Эдемском саду грехопадение человека началось с Евы и с осознания сексуальной привлекательности, когда Адам и Ева узнали, что они наги. Дьяволица является святому обнажённой, стыдливо прикрывая ладонью лобок. Безучастный к соблазнительным видениям Антоний изображён здесь рыцарем веры, одержавшим победу над силами зла. Эта победа — главная тема правой створки лиссабонского триптиха. Антоний отводит взгляд, но в поле его зрения попадают пирующие бесы, которые жестами подзывают отшельника. На заднем плане дивный город дьяволицы готов пригласить святого, стоит ему только обернуться в ту сторону. Во рву дракон сражается с человеком, из круглой башни извергается пламя; город — скрытый Ад, откуда явилась дьяволица. Голландская мельница, вносящая в картину диссонанс, указывает на обманчивые возможности земного и заурядного и напоминает об эрготизме — отравлении спорыньей, вызываемом гнилым зерном: эту болезнь ошибочно называли антоновым огнём.
Немало здесь и отсылок к чёрной магии — среди искушений святого, изображённых в центральной части триптиха, присутствуют и чёрная месса, и шабаш, на который, видимо, спешат две фигуры, летящие на рыбе. Считается, что дьявол помогает колдунам лететь до места бесовского сборища.
Обнажённая женщина, являющаяся из-за занавеса, который отдёргивает жаба, согласно «Житиям отцов», оказывается бесом, принявшим облик царицы. Сухое дерево, за которым она стоит — алхимическая символика, в изобилии присутствующая в каждой сцене триптиха.
Среди чудовищных видений — старик-гном в красном капюшоне, прикрывающем всё тело, кроме глаз и крючковатого носа. Он идёт в детских ходунках, на голове у него прикреплена вертушка. Ходунки и вертушка — указание на человеческую невинность, сохраняющуюся не только в младенчестве, но и на протяжении всей жизни.
Накрытый стол, который поддерживают обнажённые бесы, — изображение последнего искушения святого — греха чревоугодия. Хлеб и кувшин на столе являются также кощунственным указанием на евхаристические символы (при этом из горлышка кувшина торчит свиная нога).

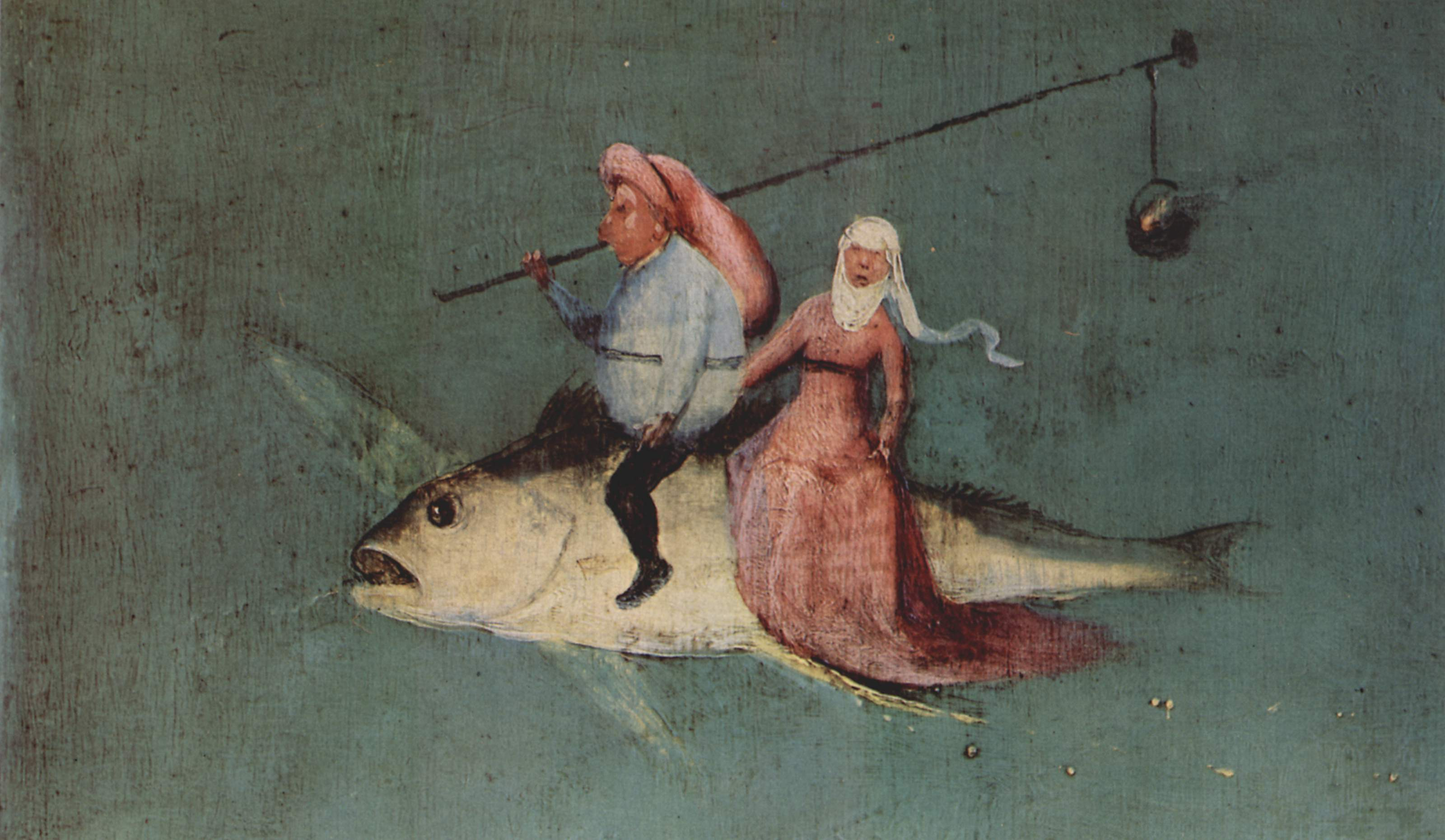
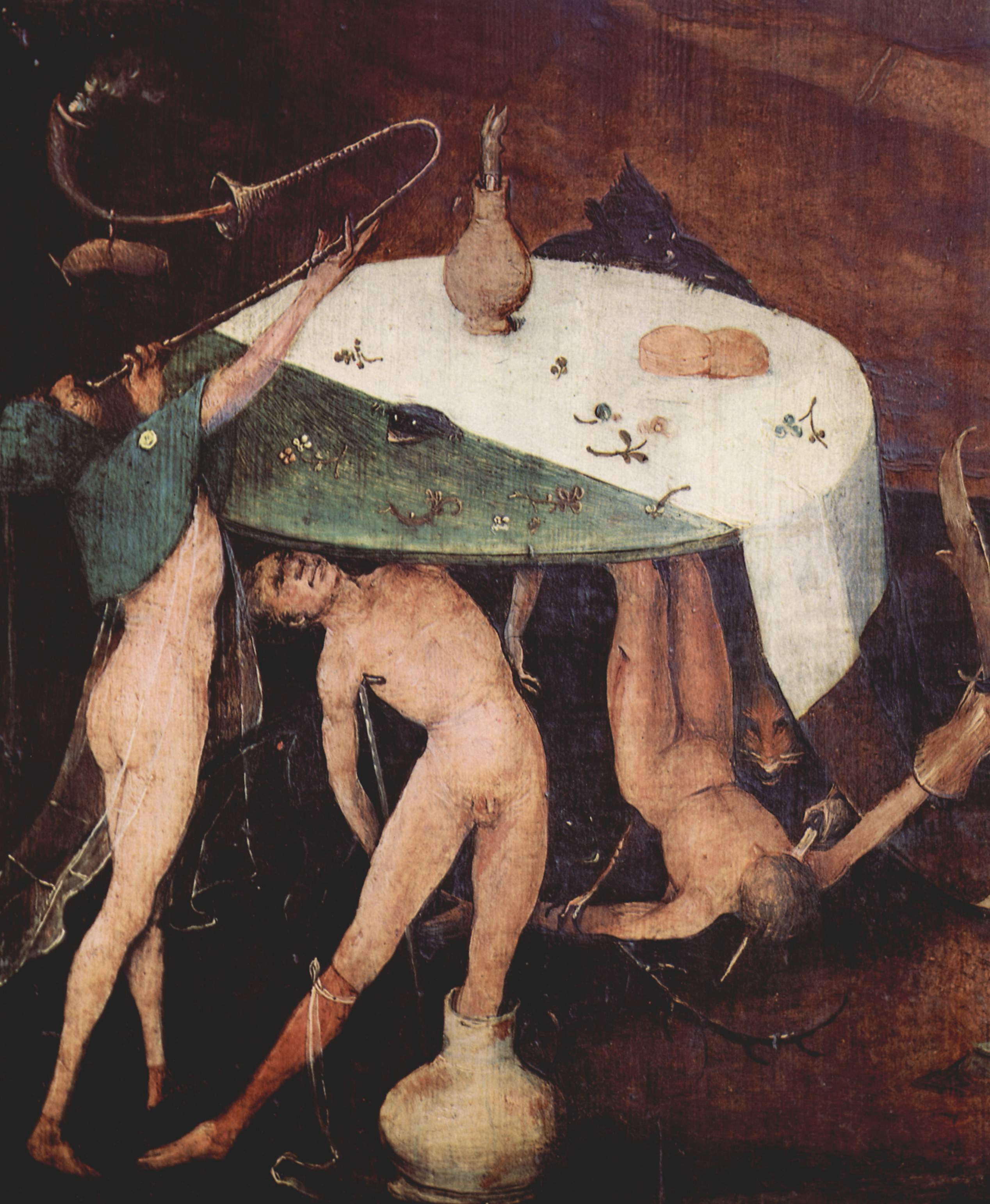

## Внешние створки
Внешние створки триптиха выполнены в технике гризайли. На них изображены сцены Страстей Христовых. Пока Иуда торопливо покидает Гефсиманский сад с тридцатью сребрениками, храмовая стража и слуги первосвященника набрасываются на Иисуса так же яростно, как демоны — на левой створке триптиха.
Справа изображён Иисус, упавший под тяжестью креста и остановивший процессию, движущуюся на Голгофу; Вероника устремляется к Спасителю, чтобы отереть пот с его лица. Палачей это промедление приводит в еле сдерживаемую ярость, обыватели же взирают на происходящее скорее с любопытством праздных зевак, нежели с состраданием. Чуть ниже разбойники исповедуются монахам в сутанах в капюшонах, причём Босх искусно передаёт отталкивающий облик этих клириков.

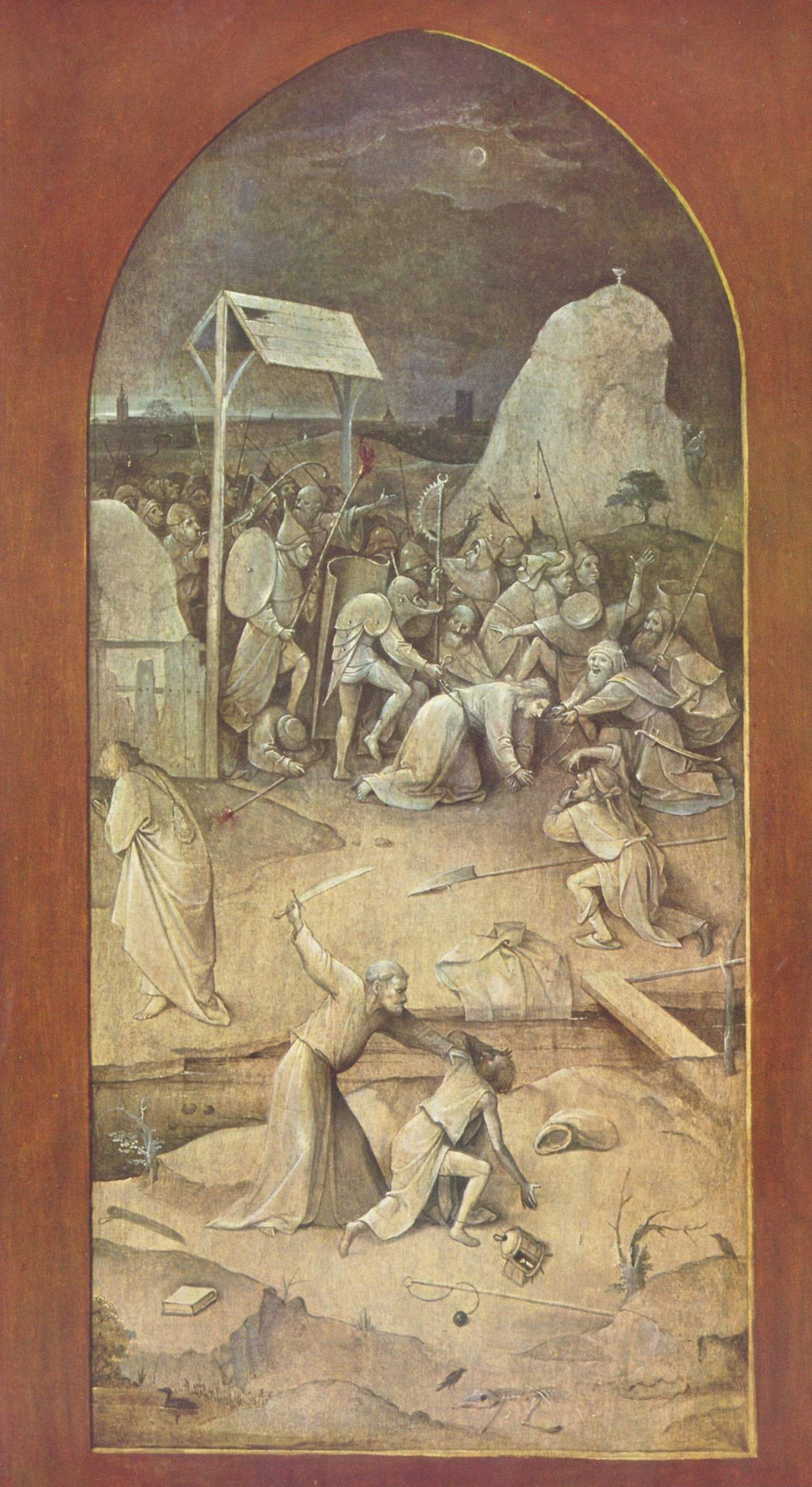
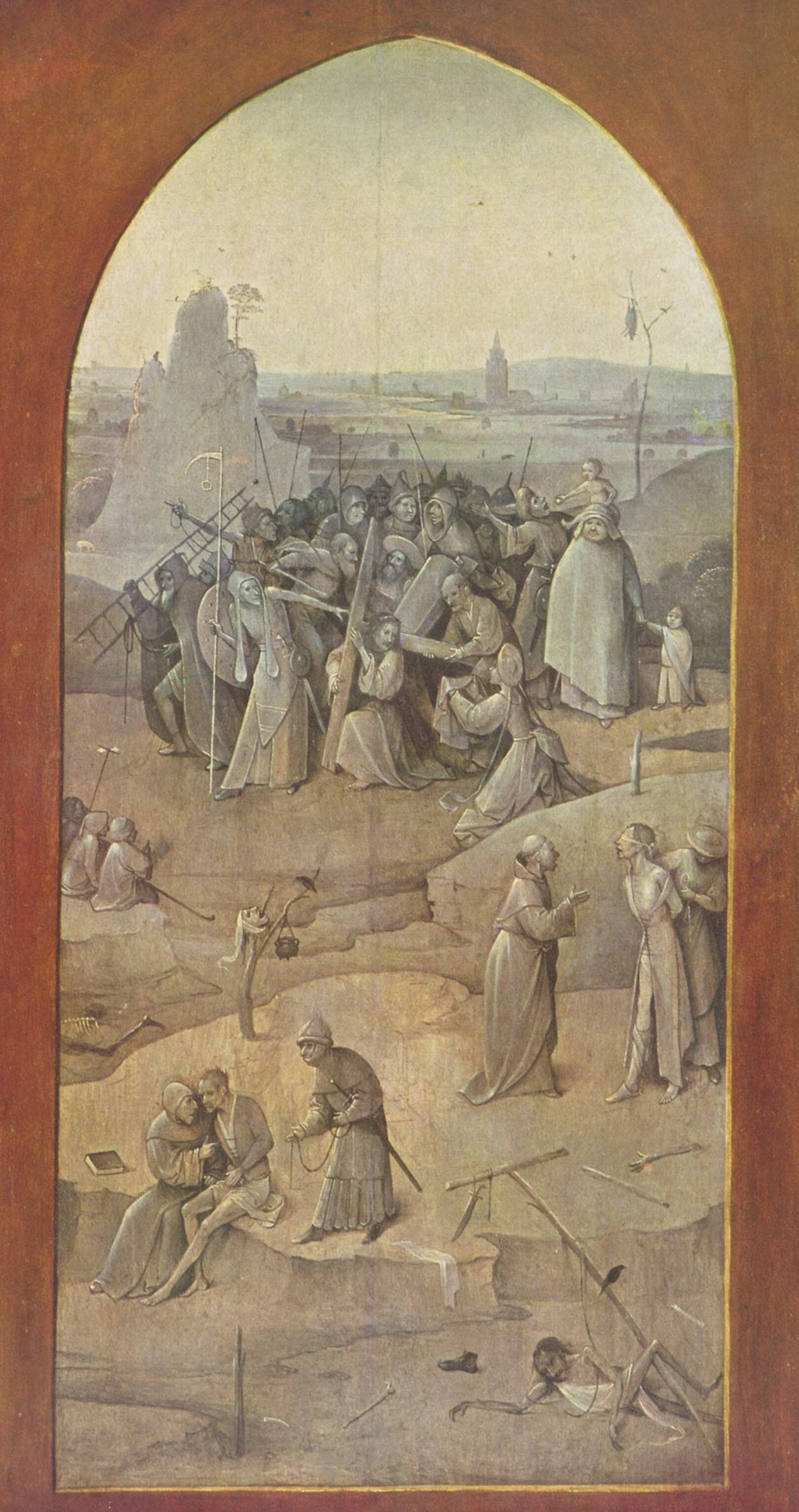

## В культуре

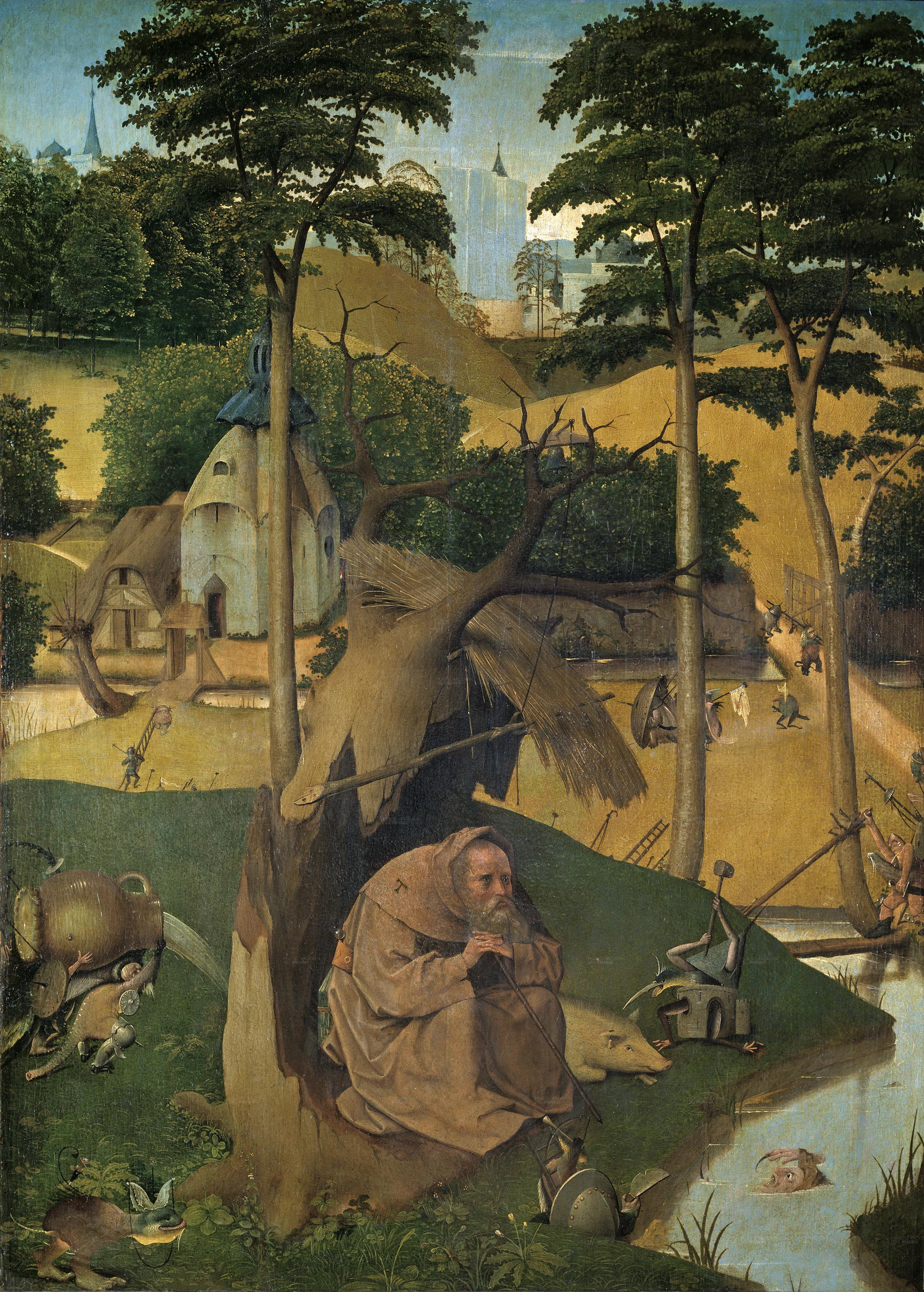
Искушение св. Антония. 1510. Прадо. Мадрид

- Репродукция триптиха «Искушение святого Антония» неоднократно появляется в серии «21.00» (режиссёры: Юрий Гольдин, Олег Бабицкий) киноальманаха «Чёрная комната».